# Джеймс III (Шотландия)
Джеймс III Стюарт (на английски: James III; на латински: Jakobus III, Яков III; на шотландски келтски: Séamus III, Шеймъс III, IPA:[ˈʃeɪməs]; * 10 юли 1451; † 11 юли 1488) е крал на Шотландия от 1460 до смъртта си. Син е на крал Джеймс II и наследява от него престола на Шотландия едва деветгодишен. Остава в историята като непопулярен и бездарен монарх заради нежеланието си да ръководи правосъдието честно, както и заради политиката му на военно-политическо сближение с Англия и лошите му отношения с почти всички членове на голямото му семейство.

## Регентство
След смъртта на крал Джеймс II парламентът на Шотландия назначава регентски съвет, който да управлява по време на непълнолетието на Джеймс III. Начело на регентския съвет застава епископ Джеймс Кенеди. Това обаче не задоволява амбициозната Мария Гелдерландска, майката на краля, която, опирайки се на огромните си поземлени владения, също претендира за доминираща роля в управлението на страната. Така в страната се обособяват два центъра на властта: единият – около регентите, а другият – около кралицата-майка. Противопоставянето между Джеймс Кенеди и Мария Гелдерландска проличава най-силно в политиката им по отношение на събитията в Англия, където по това време се води Войната на розите между родовете Йорк и Ланкастър. През 1461 лидерите на рода Ланкастър – Маргарита Анжуйска, Хенри VI и херцог Съмърсет, бягат в Шотландия. Консервативният Кенеди оказва подкрепа на Ланкастър. Като благодарност за подкрепата на шотландците Ланкастър предават на Шотландия крепостта Бъруик. Мария обаче проявява по-голяма съобразителност и се опитва да преговаря с Едуард IV Йоркски, но плановете ѝ са провалени заради съпротивата на бароните. Съвместните действия на шотландците и Ланкастър обаче не дават желания резултат и през 1463 г. последните напускат Шотландия.
След смъртта на кралица Мария цялата власт в страната се съсредоточава в ръцете на епископ Кенеди. Добър и далновиден политик, епископът сключва примирие с Англия за 15 години и успява да подчини на кралската власт лорда на Островите и лидерите на келтските кланове в западната част на страната, които през 1462 сключват съюз с Англия за разделянето на Шотландия.
Смъртта на Кенеди на 25 май 1465 оставя страната без авторитетен лидер. От това се възползва лордът на Бойд, който взема властта в страната и задържа под свой надзор младия крал. Синът на Бойд, Томас Бойд, се жени за сестрата на Джеймс III и получава титлата първи граф на Аран. Наред със собственото си забогатяване, Бойд постига множество успехи в областта на външната политика: на 8 септември 1468 г. той сключва договор с Дания, съгласно който Джеймс III трябва да се ожени за единствената дъщеря на крал Кристиан I Датски, а в качеството на нейна зестра Дания се отказва от откупа за Хебридите, който Шотландия ѝ плаща по силата на договора от Пърт от 1266 г., и отстъпва на Шотландия Оркнейските и Шетландските острови. Скоро след сватбата на Джеймс III и Маргарет Датска през 1469 графът на Оркнейските острови се отказва от правата си върху островите и по този начин през 1472 г. Оркнейските и Шетландските острови преминават окончателно под властта на шотландския крал.
Успешният край на преговорите за сватбата на краля бележи края на регентството на граф Бойд. Джеймс III става на седемнадесет и решава да поеме властта в ръцете си. Малко след сватбата на краля между него и семейство Бойд избухва конфликт. Лорд Бойд, графът на Аран и сестрата на краля се намират на дипломатическа мисия в чужбина, когато Джеймс III извършва монархически преврат и ги сваля от власт. По-късно бракът на Мария и Томас Бойд е анулиран, а семейството на другия член на семейство Бойд – сър Александър Бойд, е екзекутирано през 1469 г.

## Самостоятелно управление

### Вътрешна политика
При управлението на Джеймс III финансовото състояние на Шотландия остава достатъчно стабилно. Наблюдава се известен спад на приходите от преките налози, но той е компенсиран от постъпленията от кралския домен, на който се дължат повече от две трети от постъпленията в хазната. Този ръст се обяснява не с по-ефикасната данъчна експлоатация на кралските земи, а на присъединяването на нови владения към шотландската корона (островите през 1472; Графство Рос през 1476 г., Графство Марч и Мер през 1479). Характерна черта на управлението на Джеймс III са честите конфискации на земи и преразпределянето им между приближените на краля. През този период Шотландия изпитва остър недостиг на пари в брой, поради което Джеймс III прибягва до непопулярната мярка да пусне в обращение медни монети.
При Джеймс III свикването на шотландския парламент става ежегодно. Именно парламентът взима на плещите си грижата за въдворяването на ред в страната, за рационализирането на съдебната система, за нормализацията на паричното обращение и насърчаването на търговията. Самият Джеймс III се отличава с изключителна непоследователност в държавните дела, което се отразява негативно на държавното управление и предизвиква недоволството на бароните.
По примера на своя дядо – Джеймс I, Джеймс III продължава политиката на ограничаване на папската намеса в делата на Шотландската църква. В отговор на това, на 13 август 1472 г. папа Сикст IV извършва реорганизация на църковните структури в Шотландия – епископът на Сейнт Андрюс е издигнат в сан архиепископ и всички шотландски църковни институции са поставени под прякото му подчинение. Коренното реорганизиране на църквата без позволението на краля възмущава Джеймс III и останалите епископи в страната. Новият архиепископ не получава признание нито от краля, нито от останалите прелати, постепенно попада в изолация и в крайна сметка полудява. В Шотландската църква настъпва спокойствие едва след като папата удовлетворява молбата на краля и назначава негов приближен за архиепископ на Сейнт Андрюс. По този начин Джеймс III увеличава значението на кралската санкция при назначаването на висши църковни служители в Шотландия.
Джеймс III продължава политиката на затвърждаването на кралската власт във високите части на страната. Първа стъпка в това отношение е кампанията, която кралят започва срещу лорда на островите Джон Макдоналд. През 1475 г. Джеймс III обвинява Макдоналд в държавна измяна, позовавайки се на кореспонденцията му с англичаните, и заповядва конфискация на земите му. Макдоналд, който по това време има проблеми с келтските кланове в земите си, е принуден да се подчини – на 15 юли 1476 той отстъпва на краля Графство Рос и Кинтайър и признава властта на короната. Подчиняването на Макдонълд предотвратява гражданската война и отваря пътя за утвърждаването на кралската власт над келтския запад на страната.
Към края на 70-те години отчуждението между краля и братята му – Александър, херцога на Олбани, и Джон, графа на Мер – става все по-голямо. Джеймс III, който се отличава с екстравагантен вкус, любов към музиката и скъпоценностите, както и с изключителна непоследователност и мнителност, все по-рядко се явява на обща трапеза с бароните си. Това постепенно отблъсква приближените му и ги ориентира към по-малките му братя. Както свидетелстват съвременниците му, на краля, който е склонен към мистицизъм, било предсказано, че ще умре от ръката на близък роднина. По примера на английския крал Едуард IV, Джеймс III обвинява братята си в магьосничество. По негова заповед графът на Мер е убит, а херцогът на Олбани успява да избяга във Франция. Това дава повод на Джеймс III да добави към обвиненията срещу брат си и обвинението в държавна измяна. Парламентът обаче отказва да потвърди тези обвинения и не разрешил конфискацията на имуществото на херцог Олбани, което показва, че бароните са готови да се противопоставят открито на краля.

### Външна политика
По времето на Джеймс III външнополитическата обстановка е благоприятна за Шотландия. Англичаните са окончателно прогонени от шотландските земи, а продължаващата Война на розите в Англия премахва опасността от английска агресия от юг. Това дава възможност между двете държави да се установят по-добри отношения. На 26 октомври е сключено споразумение за женитба между шотландския престолонаследник Джеймс и английската принцеса Сесили, дъщеря на Едуард IV.
Междувременно в шотландско-френските отношения при управлението на Луи XI настъпва захлаждане, въпреки че алиансът между двете страни не е прекратен. Отношенията се подобряват едва след възцаряването на френския крал Шарл VIII.
Склонен към политически авантюри, Джеймс III планира военни походи в някои територии на континента, върху които кралят има претенции за наследствени права – става въпрос за Бретан, Гелдерланд и Сентож. Тези планове обаче се провалят поради отрицателната позиция на парламента.
Въпреки негативното отношение на бароните, Джеймс III задълбочава англо-шотландското сближаване – през 1479 г. е сключен нов договор с Англия, скрепен с брак между сестрата на Джеймс III Маргарет и шуреят на Едуард IV Антъни Удвил, граф Ривърс. Скоро след сватбата става ясно, че Маргарет се е венчала бременна. От този скандал се възползва Едуард IV, който прекратява преговорите с Шотландия и през 1480 г. започва военни действия, разорявайки с флота си шотландските брегове. Ответните действия на Джеймс III не дават ефект. През 1481 г. английската войска начело с лорд Глостър обсажда Беруик. Джеймс III е принуден да обяви мобилизация на баронското опълчение.

### Метежът на лордовете
От свикването на опълчението се възползват шотландските магнати, които са недоволни от неефективната вътрешната политиката на Джеймс III, от отстраняването на бароните от властта и назначаването на кралски фаворити на висши длъжности, и най-вече от липсата на гаранции за неприкосновеността на поземлените им владения. По инициатива на Арчибалд Дъглас, пети граф Ангъс, през юли 1482 г. събраните в Лодър Бридж барони пленяват и линчуват един от кралските фаворити. Самият Джеймс III е арестуван и отведен в Единбург под надзора не един от участниците в метежа – брат му граф Джон Стюарт, след което опълчението е разпуснато. От метежа на бароните се възползват англичаните, чиято войска се насочва към Единбург. Освен това с тяхна помощ в Шотландия се завръща херцог Олбани, който планира да свали брат си от престола. С помощта на умерените роялисти Олбани фактически завзема властта и успява да я задържи до есента на 1482 г. Джон Стюарт предава брат си в ръцете на Олбани. По това време, на 24 август 1482, англичаните превземат Беруик, който е присъединен към английските владения. В опит да закрепи властта си херцог Олбани свиква парламента, но представителите в него се изказват в подкрепа на законния крал. Междувременно Джеймс III успява да подкупи много от хората на Олбани и го обвинява в преговори с Англия. През януари Олбани бяга в провинцията, а след смъртта на покровителя си Едуард IV, херцогът търси спасение в Англия. Нови неуспешни опити да завземе властта с помощта на англичаните херцог Олбани прави през 1484 и 1485 г., но в крайна сметка му се налага да избяга отново във Франция, където е убит по време на рицарски турнир в Париж.
Метежът на лордовете и претенциите на брат му към престола не променят политиката на Джеймс III. Само малка част от умерените роялисти начело с графа Аргайл са допуснати до управлението. Джеймс III отново възстановява съюза с Англия и през 1485 помага на Хенри Тюдор да се наложи на престола в Англия. Бароните в пограничните райони обаче не признават примирието и продължават да разграбват съседните английски графства. Джеймс III се разправя жестоко с непокорните барони, но това не сломява опозицията.
През 1488 г., недоволен от фаворизирането на по-малкия си брат, срещу краля въстава най-големият му син Джеймс. Принцът се ползва с подкрепата на бароните от южната част на страната, докато Джеймс III има подкрепата на тези от северните части на Шотландия. На 11 юли 1488 войските на краля са разбити при Саучибърн, а Джеймс III е убит. На престола се възкачва синът му Джеймс IV.